# Лорел-Бей (Південна Кароліна)
Лорел-Бей (англ. Laurel Bay) — переписна місцевість (CDP) в США, в окрузі Бофорт штату Південна Кароліна. Населення — 5082 особи (2020).

## Географія
Лорел-Бей розташований за координатами 32°27′40″ пн. ш. 80°47′8″ зх. д. / 32.46111° пн. ш. 80.78556° зх. д. (32.461047, -80.785552).  За даними Бюро перепису населення США в 2010 році переписна місцевість мала площу 13,96 км², з яких 11,65 км² — суходіл та 2,30 км² — водойми.

## Демографія
Згідно з переписом 2010 року, у переписній місцевості мешкала 5891 особа в 1938 домогосподарствах у складі 1659 родин. Густота населення становила 422 особи/км².  Було 2185 помешкань (157/км²).
Расовий склад населення:
| - 66,9 % — білих - 23,9 % — чорних або афроамериканців - 1,3 % — азіатів - 0,9 % — корінних американців - 0,1 % — вихідців з тихоокеанських островів - 3,1 % — осіб інших рас |

До двох чи більше рас належало 3,8 %. Частка іспаномовних становила 11,1 % від усіх жителів.
За віковим діапазоном населення розподілялося таким чином: 37,3 % — особи молодші 18 років, 60,5 % — особи у віці 18—64 років, 2,2 % — особи у віці 65 років та старші. Медіана віку мешканця становила 23,6 року. На 100 осіб жіночої статі у переписній місцевості припадало 93,5 чоловіків;  на 100 жінок у віці від 18 років та старших — 90,8 чоловіків також старших 18 років.
Середній дохід на одне домашнє господарство  становив 51 548 доларів США (медіана — 36 941), а середній дохід на одну сім'ю — 52 906 доларів (медіана — 37 131). Медіана доходів становила 33 977 доларів для чоловіків та 28 887 доларів для жінок. За межею бідності перебувало 16,3 % осіб, у тому числі 23,6 % дітей у віці до 18 років та 19,9 % осіб у віці 65 років та старших.
Цивільне працевлаштоване населення становило 1349 осіб. Основні галузі зайнятості: публічна адміністрація — 20,3 %, роздрібна торгівля — 18,8 %, мистецтво, розваги та відпочинок — 15,9 %.